# John Ross
Sir John Ross, britanski admiral in raziskovalec Arktike, * 24. junij 1777, Balsarroch, Škotska, † 30. avgust 1856, London, Anglija. 
Kontraadmiral John Ross se je rodil v družini Andrewa Rossa, duhovnika v Inchu blizu Stranraera v grofiji Wigtonshire. Pri devetih letih starosti je vstopil v Britansko kraljevo mornarico in do leta 1789 služil v Sredozemskem morju, kasneje pa v Rokavskem prelivu. Od leta 1808 je služil tudi v Švedski floti.
Šest let kasneje - leta 1818 - je bil postavljen na mesto prve od novega zaporedja odprav, ki jih je organizirala britanska Admiraliteta s ciljem raziskati Severozahodni prehod, morsko pot ob skrajni severovzhodni obali Amerike in skozi Beringov preliv. Moral je tudi opazovati tokove, bibavico, stanje ledenega pokrova, magnetizem ter ob poti zbirati vzorce. Aprila tega leta je Ross tako zapustil London z dvema ladjama in avgusta dosegel Lancastrsko ožino v Kanadi.
Tu je ponovno preveril opazovanja, ki jih je njegov predhodnik William Baffin, prav tako Britanec, opravil pred dvema stoletjema. Vendar Ross ni napredoval zaradi prividov gora na koncu prehoda. Poimenoval jih je Crocker Hills in se vrnil v Anglijo kljub nasprotovanju nekaterih častnikov. Zapis o potovanju, objavljen leto kasneje, je osvetlil ta nasprotovanja ter zbudil dvome o obstoju Crocker Hills, kar je uničilo Rossov ugled. Po povratku je dosegel čin kapitana. 
Leta 1829 je priznal, da se je morda motil in prepričal enega svojih prijateljev, kasnejšega viteza Felixa Bootha, da je denarno podprl naslednjo odpravo, na kateri ga je spremljal tudi nečak James Clark Ross. Odpluli so maja istega leta, tokrat na parniku. Prepluli so Lancastrsko ožino in dosegli predtem neraziskano območje, kjer se je njihova ladja ujela v led. Posadka je tu obtičala za štiri leta, med katerimi so s pomočjo tamkajšnjih Inuitov raziskovali območja na severu in zahodu. Tako so odkrili tudi Severni magnetni tečaj na polotoku Boothia.
Leta 1832 so ladjo zapustili in odpešačili na Somersetski otok k ladijski razbitini, ostali za odpravo Williama Edwarda Parryja pred mnogimi leti. Iz nje so zbili hišo, v kateri so morali dvakrat prezimiti, preden so ledne razmere dopustile, da so s čolni te ladje odpluli rešitvi naproti. Po naključju so naleteli na britansko ladjo, ki jih je odpeljala domov. Ta prigoda in znanstvena ter etnološka odkritja, ki jih je prispevala odprava, so Rossu prinesla dolgo iskani ugled. 
Ob povratku je Ross prejel zlati medalji angleškega in francoskega geografskega društva ter številna tuja odlikovanja, med drugim viteštvo polarne zvezde Švedske. Naslednjega leta (1834) je bil povitezen tudi v domovini, sprejet pa je bil tudi v red kopeli. 
Leta 1850 se je odpravil na svoje tretje polarno potovanje z nalogo poiskati izgubljeno odpravo sira Johna Franklina, vendar mu ni uspelo. Leta 1851 je dosegel čin kontraadmirala. Po povratku se je naselil na Škotskem in umrl v Londonu.